# GAZ-67人員車
GAZ-67和其改良型GAZ-67B是第二次世界大戰時蘇聯紅軍所使用的軍用汽車，它也被稱為「伊萬--威力斯」，其地位如同美軍的吉普車而且也曾和美援的吉普車一起使用。

## 研發簡史和設計特點
在1931年和1932年間，蘇聯人在美國福特汽車廠的技術合作之下成立高尔基汽车厂（Gorkovsky Avtmobilny Zavod，簡稱：GAZ，即嘎斯），1938年該車廠推出GAZ-61，1941年又推出GAZ-64，其設計已受到美國吉普車的影響，包括也是開篷車設計和四輪驅動，但GAZ-64由於寬度不夠（1.23米）而經常發生翻車事故，所以，GAZ-64的產量不多，在1941年至1942年間祇有684輛出廠，1943年推出GAZ-67，其車寬增至1.45米，1944年車寬進一步增至1.69米和在司機座位下方加裝燃料箱的GAZ-67B推出，從1943年至1953年間總共有92,843輛GAZ-67/67B出廠。
GAZ-67/67B的可越過64度斜坡和以40度下坡，因此蘇聯人宣稱其機動性和美國吉普車相當，但GAZ-67/67B的刹車系統設計不良而且發動機又很耗油，故蘇聯人仍向美國人要吉普車。

## 實戰
GAZ-67/67B首次參戰就是庫斯克戰役，用作拉動火炮、偵察車和參謀聯絡車，二次大戰後GAZ-67/67B也軍援中國和朝鮮並用於韓戰，由於GAZ-67/67B可以用直-5空運，所以，中國人民解放軍的GAZ-67/67B用於空降部隊作機降作戰。

## 基本資料(GAZ-67B)

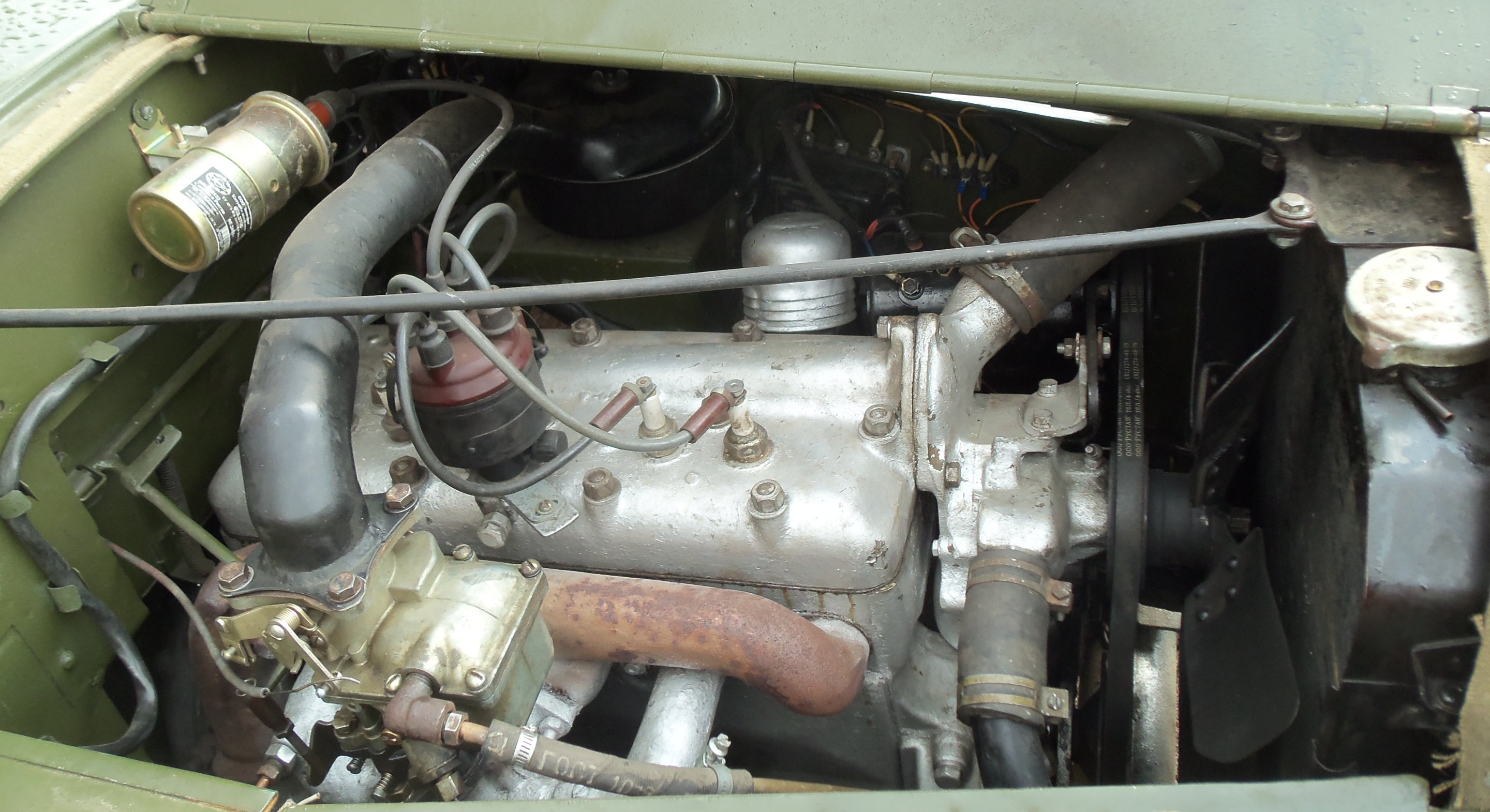
GAZ-67/67B的水冷式汽油發動機很耗油

- 乘員:4人(一名司機+3名乘客)
- 車長:3.35米
- 車闊:1.69米
- 車高:1.7米
- 重量:1,320公斤
- 最快速度:90公里/小時
- 行程:500公里
- 發動機:54匹水冷式汽油發動機

## 使用國家

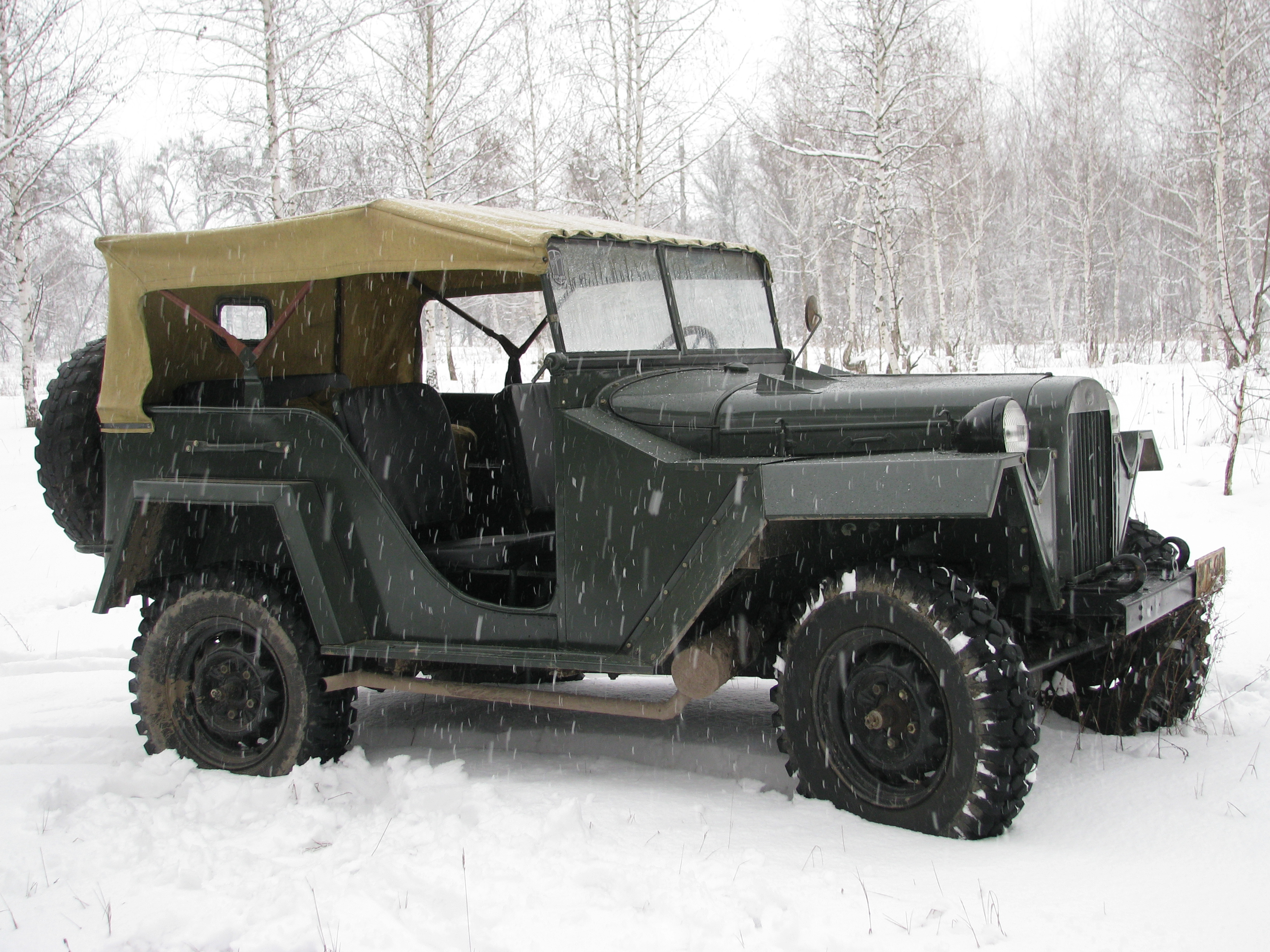
張開帆布篷頂的GAZ-67

- 苏联
- 中华人民共和国
- 朝鮮民主主義人民共和國

## 外部連結
- 蘇軍經典GAZ嘎斯67Archive.today的存檔，存档日期2014-08-08